# Wildernis (West-Kaap)
Wildernis (Engels: Wilderness) is een kustplaats met 6200 inwoners, aan de Tuinroute in Zuid-Afrika. Wildernis maakt deel uit van de gemeente George. De plaats ligt ongeveer 445 kilometer ten oosten van Kaapstad en 315 kilometer ten westen van Port Elizabeth.
Wildernis is bekend vanwege haar acht kilometer lange witte zandstrand. Ten westen van Wildernis stroomt de Kaaimansrivier. De Touwsrivier stroomt door Wildernis en vormt tussen de duinen een lagune. Wildernis heeft een mild klimaat met temperaturen tussen 10° en 28° Celsius.
De vroegere president van Zuid-Afrika, Pieter Willem Botha, woonde hier tot zijn overlijden in 2006, in zijn huis Die Anker.

## Subplaatsen
Het nationaal instituut voor de statistiek, Stats SA, deelt sinds de census 2011 deze hoofdplaats in in 4 zogenaamde subplaatsen (sub place), waarvan de grootste zijn:
Hoekwil • Wilderness SP.

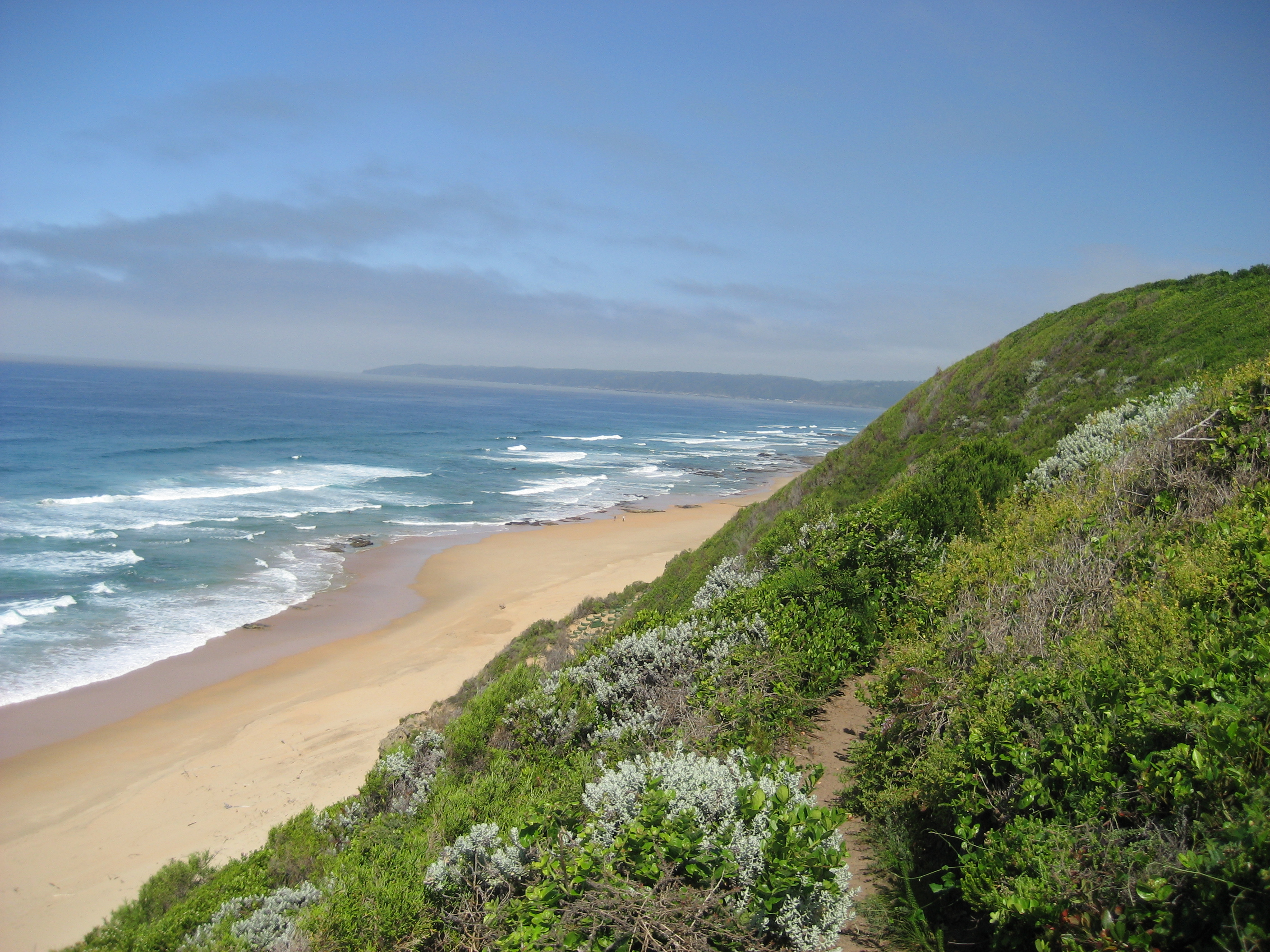
Het strand van Wildernis
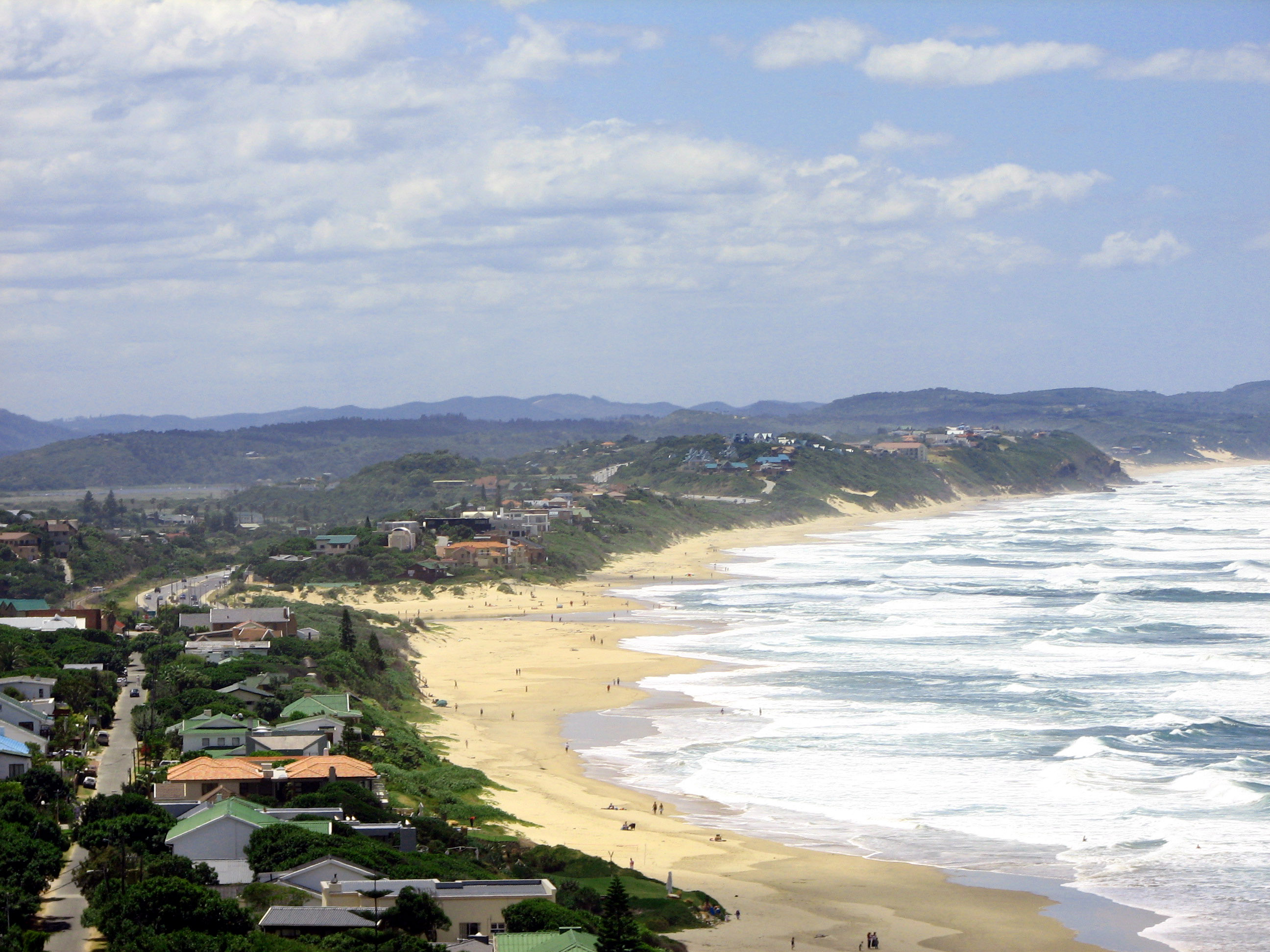
Monding van de Touwsrivier
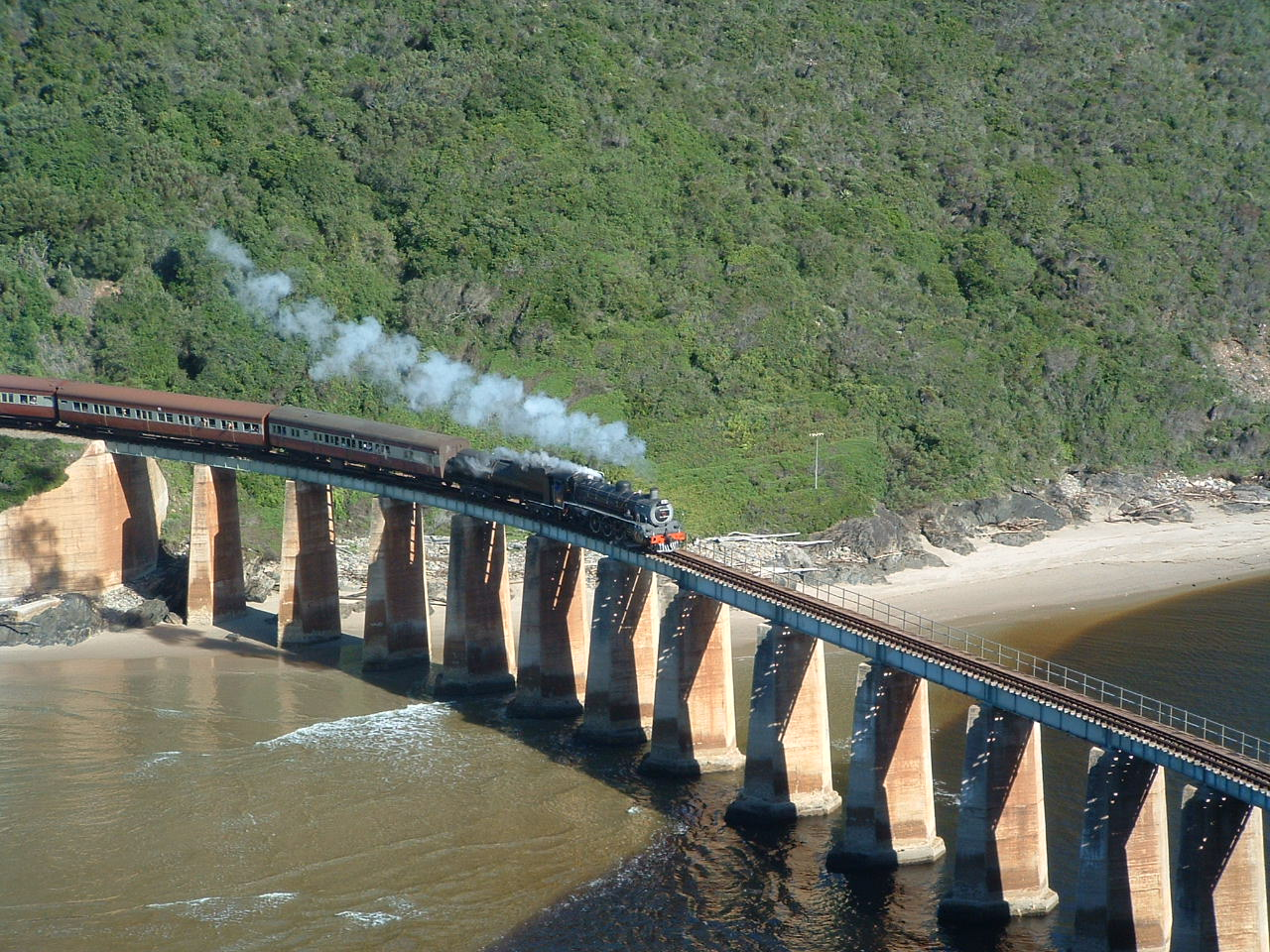
Brug over de Kaaimansrivier